# Chaos (企業)
Chaos は、ドイツ・カールスルーエとブルガリア・ソフィアを本社拠点とするレンダリングおよびシミュレーションのソフトウェア開発会社である。1997年にピーター・ミテフおよびウラジミール・コイラゾフによりChaos Groupとして設立された。ChaosはV-Rayの開発元として知名度が高い。2022年にEnscapeを合併し、Chaosブランドで事業継続している。

## 歴史
Chaosは、1997年にブルガリアのソフィアでピーター・ミテフおよびウラジミール・コイラゾフがChaos Groupとして設立した。最初の製品として発表したのは、炎および煙のシミュレーションソフトウェアであるPhoenixであり、当時はPhoenix FDと呼ばれていた。2002年に、3DレンダリングソフトウェアであるV-Rayの最初のバージョンを発表した。2017年に、当時ChaosのCTOであったウラジミール・コイラゾフはV-Rayの開発によりアカデミー科学技術賞を映画芸術科学アカデミーから受賞した。 2021年には、V-Rayの開発によりテクノロジー&エンジニアリング・エミー賞を全米テレビ芸術科学アカデミーからさらに受賞した。 Chaosが発表した他の製品にはCosmos、Vantage、Scans およびCloudなどがあり、その大半はV-Rayに関連している。
2017年に、チェコのソフトウェア開発会社であるRender Legion（Corona Rendererの開発元）を買収して、のちにChaos Czechとして子会社化した。 Chaosの大規模なブランド再構築のひとつとして、2022年にCorona Rendererが他の製品と同様にChaos Coronaとなった。
2021年に、Chaos GroupからChaosにブランド変更した。2022年1月に、ドイツのソフトウェア開発会社Enscapeと合併し、Chaosブランドに統一された。
合併後の4月、デンマークの3Dプロダクトビジュアライゼーションプラットフォームの開発会社Cylindoを取得した。 5月には、3D Awardsプログラムでよく知られている建築ビジュアライゼーションウェブサイトのCGarchitectを取得した。 この買収により、当該ウェブサイトの全ての有料機能が全顧客に無償で提供されることになった。
2023年7月11日に、イタリアのソフトウェア開発会社AXYZ design（群衆アニメーションソフトウェアanimaおよび3Dキャラクターの各種ストックmetropolyの開発元）を買収した。

## 部門と子会社
| 名称           | 所在地                         | 設立年 | 取得年 | 注記 |
| -------------- | ------------------------------ | ------ | ------ | --- |
| Chaos Software | ブルガリア・ソフィア           | 1997   | -      | Chaos Groupとして設立し、親会社の名前の由来となっており、V-RayおよびPhoenixの開発元。                                        |
| Chaos Czech    | プラハ・チェコ                 | 2009   | 2017   | Render Legionとして買収されてChaos Czechとなり、元々Corona Rendererとして知られるChaos Coronaの開発元。                      |
| Enscape        | カールスルーエ・ドイツ         | 2013   | 2022   | Chaosに買収され、Chaosブランドとなる。同名のリアルタイムレンダリングソフトウェアの開発元。                                   |
| Cylindo        | コペンハーゲン・デンマーク     | 2012   | 2022   | Cylind StudioおよびCylindo Curatorなど、同名のプロダクトビジュアライゼーションプラットフォームと関連ソフトウェアの開発元。   |
| CG Architect   | カルバーシティ・カルフォルニア | 2001   | 2022   | CGarchitect Architectural 3D Awardsを主催する建築ビジュアライゼーションウェブサイト                                          |
| AXYZ design    | ミラノ・イタリア               | 2007   | 2023   | 群衆アニメーションとビジュアライゼーションのソフトウェアanimaの開発元であり、metropolyという3Dキャラクターのストックを提供。 |

## 参照
1. 1 2  Wear, Anne Flynn (2022年4月12日). “Tech company Chaos acquires Cylindo”.  Furniture Today. 2022年12月21日閲覧。
2. ↑  Nikolov (2021年12月10日). “Имало едно време в "Гео Милев", после в Холивуд” (Bulgarian).  Capital. 2022年7月29日閲覧。
3. 1 2  “Chaos and Enscape to Merge, Backed by TA Associates and LEA Partners”.  Yahoo! Finance (2022年1月11日). 2022年7月29日閲覧。
4. ↑  “18 SCIENTIFIC AND TECHNICAL ACHIEVEMENTS TO BE HONORED WITH ACADEMY AWARDS”.  Academy of Motion Picture Arts and Sciences (2017年1月4日). 2022年7月29日閲覧。
5. ↑  “Chaos’ V-Ray wins Engineering Emmy 2021 award” (2021年10月14日). 2022年8月1日閲覧。
6. ↑  Hipes, Patrick (2021年10月7日). “Engineering Emmy Awards Winners Include Reed Hastings, Dolby, More”.  Deadline Hollywood. 2022年8月1日閲覧。
7. ↑  “Engineering Emmy Award Winners”.  National Academy of Television Arts and Sciences. 2022年8月1日閲覧。
8. ↑  “The ultimate 3d rendering and simulation toolset”. 2022年8月1日閲覧。
9. ↑  “Chaos Group buys Corona developer Render Legion”.   CG Channel. 2022年7月28日閲覧。
10. ↑  Bekerman. “Chaos Corona 8 Released - 3D Architectural Visualization & Rendering Blog”. 2022年8月2日閲覧。
11. ↑  McLaughlin (2022年4月13日). “Chaos Corona 8 for 3ds Max and Cinema 4D Now Available”.  GlobeNewswire. 2022年8月2日閲覧。
12. ↑  “Chaos Group becomes Chaos”.   CG Channel. 2022年7月28日閲覧。
13. ↑  Petrova, Aleksia (2022年4月13日). “Bulgaria's Chaos Group acquires Danish firm Cylindo”.   SeeNews. 2022年12月21日閲覧。
14. ↑  Mottle. “CGarchitect Joins the Chaos Family”.   CGarchitect. 2022年8月2日閲覧。
15. ↑  “Chaos Acquires Industry Website CGArchitect—Makes All Accounts Free”.   Architosh (2022年6月2日). 2022年8月2日閲覧。
16. ↑  Thacker (2023年7月11日). “Chaos acquires AXYZ design”.   CG Channel. 2023年7月12日閲覧。